# راي (حرب النجوم)
راي هي شخصية خيالية في حرب النجوم أدتها الممثلة ديزي ريدلي وهي البطلة في حرب النجوم: القوة تنهض وهي جامعة خردوات تركت على كوكب «جاكو» عندما كانت طفلة، بعد ذلك تتورط في صراع «المقاومة» مع «النظام الأول» بعد أن تلتقي بـ «بي بي 8» وهو روبوت تابع للمقاومة، وفين وهو جندي هارب من النظام الأول.